# Mastomys shortridgei
Mastomys shortridgei es una especie de roedor de la familia Muridae.

## Distribución geográfica
Se encuentra en Angola, Botsuana y Namibia.

## Hábitat
Su hábitat natural son: sabanas, subtropicales o tropicales de tierras bajas estacionalmente húmedas o inundadas praderas y pantanos. 